# ディラック共役
ディラック共役（ディラックきょうやく, 英: Dirac adjoint）とは、場の量子論においてディラック・スピノールに対して定められる双対操作である。ディラック共役は、スピノールを組み合わせて作った量がよい振る舞いを示すよう、上手く形式化するために作られた。普通のエルミート共役は系のローレンツ対称性を欠くため、代わりにディラック共役が用いられる。

## 定義
ディラック・スピノール ψ のディラック共役 ψ は、次のように定義される:
{\displaystyle {\bar {\psi }}\equiv \psi ^{\dagger }\gamma ^{0}}
ここで ψ† は ψ のエルミート共役、γ0 はガンマ行列。

## ローレンツ変換の下でのスピノール
特殊相対論のローレンツ群はコンパクトではない。
そのためディラック・スピノール空間におけるローレンツ変換の表現はユニタリーではない。これは一般に
{\displaystyle \lambda ^{\dagger }\neq \lambda ^{-1}}
として表される。ここで λ は、次のようにスピノールに対して作用するローレンツ変換である:
{\displaystyle \psi \to \psi '=\lambda \psi }.
この時スピノール ψ のエルミート共役 ψ† は、次のように変換される:
{\displaystyle \psi ^{\dagger }\to \psi '^{\dagger }=\psi ^{\dagger }\lambda ^{\dagger }}.
そのため、通常のエルミート共役を用いた ψ†ψ はローレンツ・スカラーとならない。また ψ†γμψ も自己共役にならない。
ここでディラック共役の定義を用いると、ψ は次のように変換されることが分かる:
{\displaystyle {\bar {\psi }}\to {\bar {\psi }}'=\psi '^{\dagger }\gamma ^{0}=\left(\lambda \psi \right)^{\dagger }\gamma ^{0}=\psi ^{\dagger }\lambda ^{\dagger }\gamma ^{0}}.
ここでガンマ行列の公式 1 = γ0γ0 とローレンツ代数の公式 γ0λ†γ0 = λ−1 を用いると、ディラック共役の次のような変換性が得られる:
{\displaystyle {\bar {\psi }}\to {\bar {\psi }}'={\bar {\psi }}\lambda ^{-1}}.
この結果、ディラック共役 ψ を用いた ψψ は
{\displaystyle {\bar {\psi }}\psi \to {\bar {\psi }}'\psi '={\bar {\psi }}\lambda ^{-1}\lambda \psi ={\bar {\psi }}\psi }
とローレンツ・スカラーの変換性を満足する。また ψγμψ も自己共役となる:
{\displaystyle \left({\bar {\psi }}\gamma ^{\mu }\psi \right)^{\dagger }={\bar {\psi }}\gamma ^{\mu }\psi }.

## 利用法
ディラック共役を用いて、スピン1/2の粒子場に関する4元確率の流れ J を次のように表すことが出来る:
{\displaystyle J^{\mu }=c{\bar {\psi }}\gamma ^{\mu }\psi }
ここで c は光速、J の成分は密度 ρ と3元確率の流れ j を表す:
{\displaystyle {\boldsymbol {J}}=(c\rho ,{\boldsymbol {j}})}.
μ = 0 と取り、再びガンマ行列の公式 1 = γ0γ0 を用いると、確率密度は次のようになる:
{\displaystyle \rho =\psi ^{\dagger }\psi }.